# Naturschutzgebiet Nordufer Plätlinsee
Das Naturschutzgebiet Nordufer Plätlinsee ist ein 304 Hektar umfassendes Naturschutzgebiet in Mecklenburg-Vorpommern. Es befindet sich südöstlich von Wesenberg, nordöstlich von Wustrow und wurde am 16. August 1994 ausgewiesen. Der Schutzzweck besteht im Erhalt des Nordteils des Plätlinsees sowie umgebender vermoorter Grünlandbereiche. Der Gebietszustand wird nur als befriedigend eingeschätzt. Die intensive Erholungsnutzung des Gebiets durch Zelter, Paddler und Jäger führt zu Störungen der Vogelwelt. Weiterhin wirkt sich die Wasserstandsabsenkung der Moorbereiche nachteilig aus. Ein Betreten der Schutzgebietsflächen ist nicht möglich.